# Tsuma koso waga inochi
Tsuma koso waga inochi (妻こそわが命, letteralmente: Mia moglie è la mia vita), è un film del 1957 diretto da Kōzō Saeki.
Ha come interpreti principali Kenji Sugawara e Ayako Wakao.